# ドミトリ・ヴラディスラヴォヴィチ・エフレモフ
ドミトリ・ヴラディスラヴォヴィチ・エフレモフ（ロシア語: Дмитрий Владиславович Ефремов, ラテン文字転写: Dmitry Vladislavovich Efremov, 1995年4月1日 - ）は、ロシア・ウリヤノフスク出身の元同国代表サッカー選手。PFCクリリヤ・ソヴェトフ・サマーラ所属。ポジションはMF（右サイドハーフ、右ウィング）。

## クラブ歴
ロシア・セカンドディビジョンのFCアカデミヤ・トリヤッチで2012年4月24日にデビューする。
2013年初めにレオニード・スルツキー率いるPFC CSKAモスクワに移籍。3月9日のPFCクリリヤ・ソヴェトフ・サマーラ戦で、後半アディショナルタイムにゾラン・トシッチとの交代で投入されロシア・プレミアリーグ初出場となった。2015年8月31日からチェコFCスロヴァン・リベレツに1シーズンの期限付き移籍。2017年7月5日にはFKオレンブルクへシーズンローンとなることが発表された。
2019年8月19日に行われたFCスパルタク・モスクワとのダービーマッチでスタメンに名を連ねるが、相手DFサミュエル・ジゴのタックルを受ける。プレーを続行したが前半22分に交代すると、前十字靭帯の断裂が判明し長期離脱となった。
CSKAとの契約延長交渉は合意に至らず、2020年2月18日にFCウラルへ加入。
2021年2月21日、ロシア2部のPFCクリリヤ・ソヴェトフ・サマーラへ移籍することが発表された。

## 代表歴
各年代のロシア代表でプレー。フル代表としては2015年3月31日のカザフスタンとの親善試合に向けファビオ・カペッロにより招集され、80分にゲオルギ・シュチェンニコフとの交代でデビューを果たした。

## 人物
2020年4月、妻アナスタシアとの間に第1子となる長女が誕生している。

## タイトル
CSKAモスクワ
- ロシア・プレミアリーグ : 2012-13 , 2013-14
- ロシア・カップ : 2012-13
- ロシア・スーパーカップ : 2013, 2018